# Goloboffia rodriguezae
Espèce
Goloboffia rodriguezae est une espèce d'araignées mygalomorphes de la famille des Migidae.

## Distribution
Cette espèce est endémique de la région de Coquimbo au Chili,. Elle se rencontre vers Quebrada Santa Gracia et Lambert.

## Description
Le mâle holotype mesure 10,4 mm et la femelle paratype 11,2 mm.

## Systématique et taxinomie
Cette espèce a été décrite par Montenegro, González et Aguilera en 2025.

## Étymologie
Cette espèce est nommée en l'honneur de Carolina Rodríguez.

## Publication originale
- Montenegro Vargas, González & Aguilera, 2025 : « Goloboffia Griswold & Ledford, 2001 (Araneae: Migidae), un género de arañas trampilla endémico de la Región de Coquimbo, Chile: descripción de nuevas especies y nuevos registros. » Revista Ibérica de Aracnología, no 46, p. 33-45.